# Pegesimallus kenyensis
Pegesimallus kenyensis là một loài ruồi trong họ Asilidae. Pegesimallus kenyensis được Londt miêu tả năm 1980. Loài này phân bố ở vùng nhiệt đới châu Phi.